# 王爱和
王爱和（1963年10月—），安徽萧县人，汉族，中国共产党党员。中华人民共和国政治人物、第十三届全国人民代表大会江西省代表。

## 生平
2018年，王爱和被选为江西省出席第十三届全国人民代表大会代表。